# Puchar Ukrainy w piłce nożnej (1995/1996)
Puchar Ukrainy 1995/1996 - V rozgrywki ukraińskiej FFU, mające na celu wyłonienie zdobywcy krajowego Pucharu, który zakwalifikuje się tym samym do Puchar Zdobywców Pucharów sezonu 1996/97. Sezon trwał od 1 sierpnia 1995 do 26 maja 1996.
W sezonie 1995/1996 rozgrywki te składały się z:
- meczów rundy wstępnej (1/128 finału),
- meczów 1/64 finału,
- meczów 1/32 finału,
- meczów 1/16 finału,
- meczów 1/8 finału,
- meczów 1/4 finału,
- meczów 1/2 finału,
- meczu finałowego.

## Drużyny
Do rozgrywek Pucharu przystąpiło 84 kluby Wyższej, Pierwszej i Drugiej Lihi oraz 26 zdobywców Pucharu obwodów Ukrainy. 
| Kluby Wyższej Lihi: | Kluby Pierwszej Lihi: | Kluby Drugiej Lihi: | Kluby Drugiej Lihi: |
| - CSKA-Borysfen Kijów - Czornomoreć Odessa - Dnipro Dniepropetrowsk - Dynamo Kijów - Karpaty Lwów - Kremiń Krzemieńczuk - Krywbas Krzywy Róg - Metałurh Zaporoże - Nywa Tarnopol - Nywa Winnica - Prykarpattia Iwano-Frankowsk - SK Mikołajów - Szachtar Donieck - Tawrija Symferopol - Torpedo Zaporoże - Wołyń Łuck - Zirka-NIBAS Kirowohrad - Zoria-MAŁS Ługańsk | - Bukowyna Czerniowce - Chimik Siewierodonieck - Chimik Żytomierz - Dnipro Czerkasy - Dynamo-2 Kijów - FK Lwów - Jawir Krasnopole - Krystał Czortków - Metalist Charków - Metałurh Nikopol - Naftochimik Krzemieńczuk - Naftowyk Ochtyrka - Podilla Chmielnicki - Polihraftechnika Oleksandria - SK Odessa - Skała Stryj - Stal Ałczewsk - Szachtar Makiejewka - Temp-Adwis Chmielnicki - Weres Równe - Worskła Połtawa - Zakarpattia Użhorod | - Awanhard Żydaczów - Awanhard-Industrija Roweńky - Azoweć Mariupol - Chimik Kałusz - Chutrowyk Tyśmienica - CSKA Kijów - Czajka Sewastopol - Desna Czernihów - Dnistroweć Białogród nad Dniestrem - Drużba Berdiańsk - Dynamo Saki - Dynamo Słowiańsk - Dynamo-Fłesz Odessa - FK Sumy - Hałyczyna Drohobycz - Haraj Żółkiew - Hazowyk Komarno - Karpaty Mukaczewo - Keramik Baranówka - Kosmos Pawłohrad - Meliorator Kachowka - Metałurh Nowomoskowsk | - Nywa Mironówka - Obołoń Kijów - Okean Kercz - Olimpija FK AES Jużnoukraińsk - Oskił Kupiańsk - Portowyk Iljiczewsk - Prometej Dnieprodzierżyńsk - Schid Sławutycz - Skify Lwów - Sportinwest Krzywy Róg - Systema-Boreks Borodzianka - Szachtar Stachanow - Szachtar Swerdłowśk - Szachtar Szachtarsk - Szachtar-2 Donieck - Temp-Adwis-2 Szepietówka - Torpedo Melitopol - Transimpeks-Roś Biała Cerkiew - Tytan Armiańsk - Wahonobudiwnyk Krzemieńczuk - Wiktor Zaporoże - Wodnyk Chersoń |

Zdobywcy Pucharu obwodów spośród amatorów:
- Artanija Oczaków (obwód mikołajowski)
- Bat'kiwszczyna-Almar Pierwomajsk (obwód ługański)
- Burewisnyk-Elbrus Kirowohrad (obwód kirowohradzki)
- Chimik Winnica (obwód winnicki)
- Drużba Mahdałyniwka (obwód dniepropetrowski)
- Dynamo-3 Kijów (m. Kijów)
- Dyzelist Tokmak (obwód zaporoski)
- Ekoserwis Równe (obwód rówieński)
- Enerhija Nowa Kachowka (obwód chersoński)
- Fakeł Warwa (obwód czernihowski)
- Frunzeneć Sumy (obwód sumski)
- Impuls Kamieniec Podolski (obwód chmielnicki)
- Jawir Cumań (obwód wołyński)
- Kołos Karapysze (obwód kijowski)
- Kołos Rejon amwrosijiwski (obwód doniecki)
- Krystał Parchomiwka (obwód charkowski)
- Lisnyk Pereczyn (obwód zakarpacki)
- Łokomotyw Smiła (obwód czerkaski)
- Metałurh Kercz (Republika Autonomiczna Krymu)
- Nywa Trembowla (obwód tarnopolski)
- Papirnyk Malin (obwód żytomierski)
- Pidhirja Storożyniec (obwód czerniowiecki)
- Pokuttia Kołomyja (obwód iwanofrankowski)
- Promiń Sambor (obwód lwowski)
- Rybak Odessa (obwód odeski)
- Wełta Połtawa (obwód połtawski)

## Terminarz rozgrywek

### Runda wstępna (1/128 finału)
| 1 sierpnia 1995                  |     |                                    |                                                |
| Drużba Mahdałyniwka              | 0:2 | Metałurh Nowomoskowsk              |                                                |
| Dynamo Słowiańsk                 | 0:1 | Oskił Kupiańsk                     | (dod.)                                         |
| Enerhija Nowa Kachowka           | 2:2 | Torpedo Melitopol                  | (dod., k. 2:4)                                 |
| Frunzeneć Sumy                   | 1:0 | Kosmos Pawłohrad                   |                                                |
| Burewisnyk-Elbrus Kirowohrad     | 1:2 | Dnistroweć Białogród nad Dniestrem |                                                |
| Krystał Parchomiwka              | 1:0 | Sportinwest Krzywy Róg             |                                                |
| Łokomotyw Smiła                  | 1:1 | Portowyk Iljiczewsk                | (dod., k. 5:6)                                 |
| Drużba Berdiańsk                 | 2:0 | Azoweć Mariupol                    |                                                |
| Bat'kiwszczyna-Almar Pierwomajsk | 2:0 | Szachtar Stachanow                 |                                                |
| Rybak Odessa                     | 3:1 | Meliorator Kachowka                |                                                |
| Olimpija FK AES Jużnoukraińsk    | 1:1 | Wodnyk Chersoń                     | (dod., k. 4:3)                                 |
| Kołos Rejon amwrosijiwski        | -:+ | Szachtar-2 Donieck                 |                                                |
| Dyzelist Tokmak                  | 0:1 | Awanhard-Industrija Roweńky        |                                                |
| Metałurh Kercz                   | 3:5 | Czajka Sewastopol                  |                                                |
| Ekoserwis Równe                  | 0:1 | Obołoń Kijów                       |                                                |
| Impuls Kamieniec Podolski        | 0:1 | Keramik Baranówka                  |                                                |
| Pidhirja Storożyniec             | +:- | Temp-Adwis-2 Szepietówka           | (Temp-Adwis-2 Szepietówka nie przybył na mecz) |
| Nywa Trembowla                   | 1:0 | Skify Lwów                         |                                                |
| Promiń Sambor                    | 0:0 | Chutrowyk Tyśmienica               | (dod., k. 3:5)                                 |
| Pokuttia Kołomyja                | 2:0 | Awanhard Żydaczów                  |                                                |
| Jawir Cumań                      | 0:1 | Haraj Żółkiew                      |                                                |
| Lisnyk Pereczyn                  | 1:2 | Chimik Kałusz                      | (dod.)                                         |
| Fakeł Warwa                      | 1:0 | Transimpeks-Roś Biała Cerkiew      |                                                |
| Wahonobudiwnyk Krzemieńczuk      | -:+ | Prometej Dnieprodzierżyńsk         |                                                |
| Artanija Oczaków                 | -:+ | Dynamo-Fłesz Odessa                |                                                |
| Chimik Winnica                   | -:+ | CSKA Kijów                         | (wynik 2:1 anulowano)                          |
| Papirnyk Malin                   | 1:1 | Systema-Boreks Borodzianka         | (dod., k. 6:5)                                 |
| Dynamo-3 Kijów                   | 1:2 | Nywa Mironówka                     |                                                |
| Kołos Karapysze                  | 2:2 | Schid Sławutycz                    | (dod., k. 6:5)                                 |
| 1 października 1995              |     |                                    |                                                |
| Wełta Połtawa                    | +:- | Wiktor Zaporoże                    | (Wiktor Zaporoże nie przybył na mecz)          |

### 1/64 finału
| 15 października 1995               |     |                              |                |
| Metałurh Nowomoskowsk              | 3:2 | Metalist Charków             |                |
| Oskił Kupiańsk                     | 2:0 | Chimik Siewierodonieck       |                |
| Torpedo Melitopol                  | 0:1 | Zirka-NIBAS Kirowohrad       |                |
| Frunzeneć Sumy                     | 1:3 | Worskła Połtawa              |                |
| Dnistroweć Białogród nad Dniestrem | 1:3 | Naftochimik Krzemieńczuk     |                |
| Wełta Połtawa                      | -:+ | Polihraftechnika Oleksandria |                |
| Krystał Parchomiwka                | 0:0 | Jawir Krasnopole             | (dod., k. 2:4) |
| Portowyk Iljiczewsk                | 1:0 | Naftowyk Ochtyrka            | (dod.)         |
| Drużba Berdiańsk                   | 0:3 | Stal Ałczewsk                |                |
| Bat'kiwszczyna-Almar Pierwomajsk   | 1:2 | Szachtar Makiejewka          |                |
| Rybak Odessa                       | 1:2 | Metałurh Nikopol             | (dod.)         |
| Olimpija FK AES Jużnoukraińsk      | 0:1 | SK Odessa                    |                |
| Szachtar-2 Donieck                 | 3:0 | Szachtar Swerdłowśk          |                |
| Awanhard-Industrija Roweńky        | 2:0 | Szachtar Szachtarsk          | (dod.)         |
| Czajka Sewastopol                  | 2:0 | Tytan Armiańsk               |                |
| Dynamo Saki                        | +:- | Okean Kercz                  |                |
| Obołoń Kijów                       | 0:2 | Hazowyk Komarno              |                |
| Keramik Baranówka                  | 0:0 | Krystał Czortków             | (dod., k. 5:4) |
| Pidhirja Storożyniec               | 0:1 | Hałyczyna Drohobycz          |                |
| Nywa Trembowla                     | 2:1 | Bukowyna Czerniowce          |                |
| Chutrowyk Tyśmienica               | 4:2 | Karpaty Mukaczewo            |                |
| Pokuttia Kołomyja                  | 2:0 | Zakarpattia Użhorod          |                |
| Haraj Żółkiew                      | 2:0 | Skała Stryj                  | (dod.)         |
| Chimik Kałusz                      | 1:0 | FK Lwów                      |                |
| Prometej Dnieprodzierżyńsk         | 0:0 | Dnipro Czerkasy              | (dod., k. 2:4) |
| Dynamo-Fłesz Odessa                | 1:5 | Dynamo-2 Kijów               | (dod.)         |
| Desna Czernihów                    | 0:0 | FK Sumy                      | (dod., k. 5:4) |
| CSKA Kijów                         | 0:0 | Podilla Chmielnicki          | (dod., k. 2:4) |
| Papirnyk Malin                     | +:- | Weres Równe                  |                |
| Nywa Mironówka                     | +:- | Temp-Adwis Chmielnicki       |                |
| Kołos Karapysze                    | 1:0 | Chimik Żytomierz             | (dod.)         |
| 19 października 1995               |     |                              |                |
| Fakeł Warwa                        | 0:2 | CSKA-Borysfen Kijów          |                |

### 1/32 finału
| 19 października 1995     |     |                              |                |
| Metałurh Nowomoskowsk    | 1:0 | Oskił Kupiańsk               |                |
| Naftochimik Krzemieńczuk | 3:2 | Polihraftechnika Oleksandria |                |
| Jawir Krasnopole         | 4:1 | Portowyk Iljiczewsk          |                |
| Stal Ałczewsk            | 2:1 | Szachtar Makiejewka          | (dod.)         |
| SK Odessa                | 0:0 | Metałurh Nikopol             | (dod., k. 1:2) |
| Szachtar-2 Donieck       | 5:0 | Awanhard-Industrija Roweńky  |                |
| Czajka Sewastopol        | 2:0 | Dynamo Saki                  |                |
| Hazowyk Komarno          | 2:0 | Keramik Baranówka            |                |
| Hałyczyna Drohobycz      | 3:1 | Nywa Trembowla               |                |
| Chutrowyk Tyśmienica     | 2:0 | Pokuttia Kołomyja            |                |
| Haraj Żółkiew            | 1:0 | Chimik Kałusz                |                |
| Desna Czernihów          | 0:0 | Dynamo-2 Kijów               | (dod., k. 5:6) |
| Papirnyk Malin           | 1:2 | Podilla Chmielnicki          |                |
| Kołos Karapysze          | 0:6 | Nywa Mironówka               |                |
| 31 października 1995     |     |                              |                |
| Dnipro Czerkasy          | 1:4 | CSKA-Borysfen Kijów          |                |
| 15 listopada 1995        |     |                              |                |
| Worskła Połtawa          | 2:3 | Zirka-NIBAS Kirowohrad       |                |

### 1/16 finału
| 3 marca 1996             |     |                              |                |
| Metałurh Nowomoskowsk    | 0:3 | Dynamo Kijów                 |                |
| Zirka-NIBAS Kirowohrad   | 1:0 | Czornomoreć Odessa           |                |
| Naftochimik Krzemieńczuk | 1:2 | Tawrija Symferopol           |                |
| Jawir Krasnopole         | 2:0 | Zoria-MAŁS Ługańsk           |                |
| Stal Ałczewsk            | 1:3 | Kremiń Krzemieńczuk          |                |
| Metałurh Nikopol         | 2:0 | Prykarpattia Iwano-Frankowsk |                |
| Szachtar-2 Donieck       | 0:1 | Metałurh Zaporoże            |                |
| Czajka Sewastopol        | 0:1 | Torpedo Zaporoże             |                |
| Hazowyk Komarno          | 0:0 | Nywa Winnica                 | (dod., k. 6:7) |
| Hałyczyna Drohobycz      | 0:0 | Krywbas Krzywy Róg           | (dod., k. 6:5) |
| Chutrowyk Tyśmienica     | 0:1 | Nywa Tarnopol                |                |
| Haraj Żółkiew            | 0:1 | Wołyń Łuck                   |                |
| CSKA-Borysfen Kijów      | 0:1 | Szachtar Donieck             |                |
| Dynamo-2 Kijów           | 2:2 | SK Mikołajów                 | (dod., k. 5:4) |
| Podilla Chmielnicki      | 2:5 | Dnipro Dniepropetrowsk       |                |
| Nywa Mironówka           | 3:4 | Karpaty Lwów                 |                |

### 1/8 finału
| 8 marca 1996           |     |                        |        |
| Dynamo Kijów           | 2:0 | Zirka-NIBAS Kirowohrad |        |
| Tawrija Symferopol     | 2:0 | Jawir Krasnopole       |        |
| Kremiń Krzemieńczuk    | 1:0 | Metałurh Nikopol       |        |
| Metałurh Zaporoże      | 2:0 | Torpedo Zaporoże       | (dod.) |
| Nywa Winnica           | 2:0 | Hałyczyna Drohobycz    |        |
| Nywa Tarnopol          | 3:1 | Wołyń Łuck             |        |
| Szachtar Donieck       | 2:0 | Dynamo-2 Kijów         | (dod.) |
| Dnipro Dniepropetrowsk | 4:1 | Karpaty Lwów           |        |

### 1/4 finału
| 2 kwietnia 1996     |     |                        |                |
| Tawrija Symferopol  | 0:1 | Dynamo Kijów           |                |
| Kremiń Krzemieńczuk | 2:1 | Metałurh Zaporoże      |                |
| Nywa Winnica        | 1:0 | Nywa Tarnopol          |                |
| Szachtar Donieck    | 2:2 | Dnipro Dniepropetrowsk | (dod., k. 4:2) |

### 1/2 finału
| 26 kwietnia 1996 |     |                     |                |
| Dynamo Kijów     | 2:0 | Kremiń Krzemieńczuk |                |
| 27 kwietnia 1996 |     |                     |                |
| Nywa Winnica     | 0:0 | Szachtar Donieck    | (dod., k. 3:0) |

### Finał
Mecz finałowy rozegrano 26 maja 1996 na Stadionie Republikańskim w stolicy Kijowie.
| Dynamo Kijów | 2:0 | Nywa Winnica |  |

| Zdobywca Pucharu Ukrainy 1995/96 |
| -------------------------------- |
| Dynamo Kijów 2 tytuł             |
| złoto                            |